# B.Kurubarahalli, Mulbagal
B.Kurubarahalli là một làng thuộc tehsil Mulbagal, huyện Kolar, bang Karnataka, Ấn Độ.